# Dilar corsicus
Dilar corsicus is een insect uit de familie van de Dilaridae, die tot de orde netvleugeligen (Neuroptera) behoort. 
Dilar corsicus is voor het eerst wetenschappelijk beschreven door Navás in 1909.